# George Chapman
George Chapman (Hitchin, 1559 – Londra, 12 maggio 1634) è stato un drammaturgo, traduttore e poeta inglese.

## Biografia
Fu uno studioso classico e i suoi lavori mostrano l'influenza dello Stoicismo. Chapman è meglio ricordato per le sue traduzioni dell'Iliade e dell'Odissea di Omero e della Batracomiomachia, oltre che per la ricorrente presenza del suo nome nella critica shakespeariana, che ha indotto numerosi critici a definire Chapman come il poeta rivale dei Sonetti di Shakespeare.
Tra le sue opere originali, si mise in evidenza per una raccolta di versi filosofeggiante intitolata The Shadow of Night ("L'ombra della notte") del 1594, mentre il volume Ovid's Banquet of Sense ("Il banchetto dei sensi di Ovidio") del 1595 si può inquadrare nell'ambito della lirica metafisica.
Oltre alla raccolta poetica intitolata The Tears of Peace ("Le lacrime della pace") del 1609 e al lavoro di completamento del poemetto di Christopher Marlowe Hero and Leander realizzato nel 1598, la notorietà di Chapman fu consolidata grazie anche ad un buon numero di commedie, quali The Blind Beggar of Alexandria ("Il mendicante cieco di Alessandria") del 1596, fortemente influenzata dallo stile di Marlowe; An Humorous Day's Mirth ("Allegria d'un giorno di umori") del 1597 caratterizzata per la teoria degli umori ripresa in seguito da Ben Jonson; All Fools ("Tutti sciocchi") del 1599 dalle influenze terenziane; Monsieur D'Olive del 1604 risaltante per la sua originalità e The Widow's Tears ("Le lacrime della vedova") del 1606 incentrata sul tema della misoginia.
Tutt'altro che secondaria la produzione di tragedie, quasi tutte basate sulla storia della Francia, dalla Bussy D'Ambois del 1608 alla Tragedy of Chabot, Admiral of France del 1635.
È sepolto a St Giles in the Fields Churchyard, Holborn, London Borough of Camden, Greater London, England.